# Nikolai Nikolajewitsch Alexejew (Marschall)
Nikolai Nikolajewitsch Alexejew (russisch Николай Николаевич Алексеев; * 31. Maijul. / 13. Juni 1914greg. in Rostow, Gouvernement Jaroslawl; † 12. November 1980 in Moskau) war ein sowjetischer Offizier und in den sowjetischen Luftverteidigungsstreitkräften ein Marschall der Fernmeldetruppen.

## Leben
Seit 1930 arbeitete Nikolai Alexejew in dem 1877 von den Brüdern Pullmann gegründeten Sankt Petersburger Unternehmen Elektroapparat (Электроаппарат) und seit 1935 diente er in der Roten Armee. Im Winter auf das Jahr 1940 nahm Nikolai Alexejew am Sowjetisch-Finnischen Krieg teil und absolvierte 1940 die Budjonny-Militärakademie der Fernmeldetruppen. Im Deutsch-Sowjetischen Krieg diente er ab Juli 1942 im Stab der Flugabwehr und wurde bei der Luftverteidigung Leningrads und Moskaus an den Radaranlagen RUS-1, RUS-2 und ab Januar 1942 an der SON-2 eingesetzt. Im Krieg gegen die deutsche Luftwaffe war Nikolai Alexejew seit 1943 an der Front Leiter für Radarpeilung.
Nach dem Kriege war Nikolai Alexejew in der Hauptverwaltung für Raketen und Artillerie mit dem Artillerieaufklärungsradar beschäftigt und leitete die Entwicklung der Station zur bodengebundenen Artillerieaufklärung SNAR-1 (russisch CHAP-1). Im Ministerrat der UdSSR war er ab 1955 auf dem Sektor der Rüstung für die Produktion von Funkgeräten zuständig. Im sowjetischen Generalstab stand  Nikolai Alexejew ab 1960 dem Wissenschaftlich-Technischen Komitee vor. Seit 1970 war er stellvertretender sowjetischer Verteidigungsminister. 1972 nahm er an den Verhandlungen zum ABM-Vertrag mit den USA teil. Am 25. Oktober 1979 wurde Nikolai Alexejew Marschall.

## Ehrungen (Auswahl)
- Leninorden
- Orden der Oktoberrevolution
- Rotbannerorden
- Orden des Roten Banners der Arbeit
- Orden des Roten Sterns
- Orden „Für den Dienst am Vaterland in den Streitkräften der UdSSR“
- 1954 Stalinpreis
- Medaille „Für Verdienste im Kampf“
- Medaille „Sieg über Deutschland“
- Medaille „Veteran der Streitkräfte der UdSSR“

- Polen: Orden Polonia Restituta
- Rumänien: Orden Tudor Vladimirescu[4]
- Bulgarien: Orden „Volksrepublik Bulgarien“
- Mongolei: Rotbannerorden[5]
- DDR: Medaille der Waffenbrüderschaft in Gold

Eine Straße in Rostow und eine Schule in Nischni Nowgorod sind nach Nikolai Alexejew benannt.

## Quelle
- 10. Juni 2004: Gedenken bei old.redstar.ru (russisch)